# 포드 GT
포드 GT(영어: Ford GT)는 2003년에 회사 설립 100주년을 맞아 포드 모터 컴퍼니에서 제조 및 판매한 미드십 엔진 2인승 스포츠카이고 2세대 모델은 2017년에 출시되었다.

### 1세대 (2004년~2006년)
2004년부터 2006년까지 한정 생산되었다.

### 2세대 (2016년~2022년)
2015 북미 국제 오토쇼와 2015 레이싱 비디오 게임 포르자 모터스포츠 6 공개에서 2세대 포드 GT가 1세대에서 10년 간의 공백 끝에 2016년 생산 계획과 함께 대중에게 공개되었다. GT40이 1966년 르망 24시 레이스에서 우승한지 50주년이 되는 이 차는 2016년 르망 24시 대회에 성공적으로 출전해 LM GTE-프로 클래스에서 1위와 3위를 차지하며 1위를 차지했다.

### 개발
2세대 포드 GT의 개발은 매우 비밀스러운 작업이었다. 디자인 디렉터인 Chris Svensson에 따르면 "일부 핵심 엔지니어를 포함하여 소수의 12명이 '디자인 스튜디오'에 액세스할 수 있었다. 이 비밀은 2015년 북미 오토쇼에서 공개될 때까지 포드 내부와 언론에 유지되었다.

### GT Mk II
GT Mk II라는 새로운 GT의 트랙 데이 모델은 2019년 7월 4일 굿우드 페스티벌 오브 스피드에서 출시되었다.차명은 1966년 르망 24시간 레이스에서 우승한 오리지널 GT40 Mk II 경주용 자동차에 경의를 표한다.

## 비디오 게임에서의 등장
- 아스팔트 8: 에어본
- 아스팔트 9: 레전드